# Panopsis cinnamomea
Panopsis cinnamomea là một loài thực vật có hoa trong họ Quắn hoa. Loài này được Pittier miêu tả khoa học đầu tiên năm 1923.